# 잃어버린 동전에 대한 분노
잃어버린 동전에 대한 분노, 기상곡으로 풀었다(독일어: Die Wut über den verlorenen Groschen, ausgetobt in einer Caprice)는 루트비히 판 베토벤에 의해 쓰인 피아노 곡, "헝가리 풍 기상곡처럼 (론도 아 카프리치오)" (이탈리어어: Alla Ingharese quasi un Capriccio (Rondo a capriccio)) 사장조, 작품 번호 129의 부제이다. 부제는 친필 원고에 나와 있다. 이 작품은 관객들의 사랑을 많이 받았으며, 베토벤의 대표작처럼 자주 공연된다.

## 작곡
늦은 작품 번호에도 불구하고 이 작품이 쓰여진 시기는 1795–8년이다.
표준 이탈리아어에는 "ingharese"와 같은 단어가 존재하지 않기 때문에, 원제의 "alla ingharese"라는 용어는 흥미롭다. 베토벤 시대의 사람들에게 "집시 음악"과 "헝가리 음악"은 동의어였다. 베토벤은 alla zingarese ("집시 풍")과 all'ongarese ("헝가리 풍")를 결합하여 독특한 용어인 "alla ingharese"를 고안한 것으로 보인다.
이 작품의 부제 "잃어버린 동전에 대한 분노"가 작곡 당시 베토벤에 의해 직접 친필 원고에 기록된 것 인지는 알 수 없지만, "론도 주제"의 두 가지 모티브인 상승하는 3화음과 그에 따른 빠른 16분음표 부분은 동전의 통통 튀어오름과 회전으로 해석할 수 있고, 왼손의 반복되는 화음은 화가 난 반주로 해석할 수 있다.

## 출판 및 반응
베토벤은 이 작품을 출판하지 않고 미완성으로 남겨 두었다. 하지만 그 원고는 베토벤의 수중에 없었고, 그의 친구인 안톤 쉰들러에게 귀속되어 있었다. 미완성 상태였다는 사실을 모호하게 했던 안톤 디아벨리는 1828년에 출판했다.
로베르트 슈만은 이 작품을 작곡가의 초월적인 이미지에 집착하는 사람들에 대한 베토벤의 세속적인 사례로 들며, 이렇게 썼다: "이 기분보다 더 좋은 것을 찾기는 어려울 것입니다. 이것은 발로부터 신발을 벗어낼 수 없을 때 느꼈던 것과 비슷한, 가장 상냥하고 해가 없는 분노입니다."

## 구조
전체 연주 시간은 5분에서 6분 정도가 소요된다. 
곡의 템포는 알레그로 비바체 (= 132–160), 주요 조성은 사장조이다. 서두부터 빠른 사장조 진행으로 시작된다. 론도 형식이기 때문에 도중에 사단조, 마장조 등 종래대로의 조바꿈 전개를 한다. 2/4 박자로서 속도는 빠르고, 오른손 부분도 아르페지오가 넓은 음형으로 전개되기 때문에 연주가 어렵다. 절도 있는 연주와 기상곡 풍의 양립이 연주자에게 요구된다.

## 참고
각주
1. ↑  “Rondo a capriccio für Klavier (G-Dur), Op. 129”. Beethoven-Haus, Bonn. 2016년 4월 16일에 원본 문서에서 보존된 문서. 2011년 11월 3일에 확인함.
2. 1 2 3  Hertzmann, Erich (1946). “The Newly Discovered Autograph of Beethoven's "Rondo a Capriccio", Op. 129”. 《The Musical Quarterly》 32 (2): 171–95. doi:10.1093/mq/XXXII.2.171.
3. ↑  van der Merwe, Peter (2007). 《Roots of the classical: the popular origins of western music》. Oxford University Press. ISBN 978-0-19-921474-7.
4. ↑  Schumann, Robert (1946).  Konrad Wolf, 편집. 《On Music and Musicians》. 번역 Paul Rosenfeld. University of California Press. 105쪽. ISBN 0-520-04685-4.

출처
- Barry Cooper, gen. ed., The Beethoven Compendium, Ann Arbor, MI: Borders Press, 1991, p. 247. ISBN 0-681-07558-9.